# Ривас, Сталин
Сталин Хосе Ривас (исп. Stalin José Rivas; родился 5 августа 1971 года в Пуэрто-Ордас, Венесуэла) — венесуэльский футболист, выступавший на позиции полузащитника. Известен по выступлениям за «Каракас» и сборную Венесуэлы. В 2006 году начал тренерскую карьеру.

## Клубная карьера
Ривас начал карьеру в клубе «Минерос Гуаяна», за который дебютировал в возрасте 16 лет. Спустя сезон он стал основным футболистом команды и помог ей выиграть чемпионат Венесуэлы. В 1991 году Сталин перешёл в льежский «Стандард». 24 мая 1992 года в матче против «Льерса» он дебютировал в Жюпиле лиге. В том же году в поисках игровой практики Ривас на правах аренды перешёл в «Бом». В 1993 году он покинул Бельгию и вернулся на родину, став игроком «Минервен Боливар». В 1994 году Сталин с семью мячами стал лучшим бомбардиром Кубка Либертадорес. Успехи Риваса не остались незамеченными и в том же году он перешёл в более именитый «Каракас». В 1995 году Сталин был признан футболистом года в Венесуэле. В 1997 году он во второй раз стал чемпионом страны.
В 2000 году Ривас перешёл в колумбийский «Мильонариос», но толком не поиграв вернулся в Венесуэлу. Несколько сезонов он без особого успеха выступал за «Депортиво Галисия» и «Петаре». В 2002 году Сталин во второй раз присоединился к «Каракасу». В составе столичного клуба он два раза подряд стал чемпионом страны. Спустя два года Ривас покинул команду и выступал за «Депортиво Италмаракайбо» и «Депортиво Тачира». В 2006 году он завершил карьеру в своём родном клубе «Минерос Гуаяна».
После окончания карьеры игрока, Сталин стал тренером и руководил клубами «Депортиво Лара», «Депортиво Ансоатеги» и «Минерос Гуаяна».

## Международная карьера
18 мая 1989 года в товарищеском матче против сборной Перу Ривас дебютировал за сборную Венесуэлы. 25 июня в поединке против сборной Перу он забил свой первый гол за национальную команду. За свою карьеру Сталин четыре раз выступал на Кубке Америки.

### Голы за сборную Венесуэлы
| #   | Дата         | Место                                                    | Противник | Счёт | Результат | Соревнование       |
| --- | ------------ | -------------------------------------------------------- | --------- | ---- | --------- | ------------------ |
| 01. | 25 июня 1989 | Полидепортиво де Пуэбло-Нуэво, Сан-Кристобаль, Венесуэла | Перу      | 3:0  | 3:0       | Товарищеский матч  |
| 02. | 21 мая 1993  | Эль Кампин, Богота, Колумбия                             | Колумбия  | 1:1  | 1:1       | Товарищеский матч  |
| 03. | 19 июня 1993 | Эстадио Бельявиста, Амбато, Эквадор                      | Уругвай   | 1:2  | 2:2       | Кубок Америки 1993 |

## Достижения
Командные
 «Минерос Гуаяна»
- Чемпионат Венесуэлы по футболу — 1988/1989

 «Каракас»
- Чемпионат Венесуэлы по футболу — 1996/1997
- Чемпионат Венесуэлы по футболу — 2002/2003
- Чемпионат Венесуэлы по футболу — 2003/2004

Индивидуальные
- Лучший бомбардир Кубка Либертадорес (7 голов) — 1994
- Футболист года в Венесуэле — 1995